# Das grüne Haus
Das grüne Haus (span. La casa verde) ist der Titel des zweiten Romans des peruanischen Literatur-Nobelpreisträgers Mario Vargas Llosa. Er erschien  1966. Die zeitlich sich über 40 Jahre bis in die Gegenwart des Autors sich erstreckenden vielen Einzelhandlungen konzentrieren sich auf räumlich weit auseinanderliegende Schauplätze in Nordperu in der Nähe der pazifischen Küste und im Marañón-Urwaldgebiet und zeichnen ein Bild der sozialen Hierarchien. Der Titel bezieht sich sowohl auf ein Bordell als auch die peruanische Selva. Die deutsche Übersetzung von Wolfgang A. Luchting erschien 1968.

## Inhalt

### Überblick
Die verschiedenen Handlungsorte sind personell miteinander verknüpft: einmal drei Lokalitäten am Oberlauf des Marañón im Distrikt Nieva und zweitens die nordperuanische Stadt Piura. In den Romankapiteln wechseln vier bzw. fünf Handlungszentren in fester Reihenfolge miteinander ab:

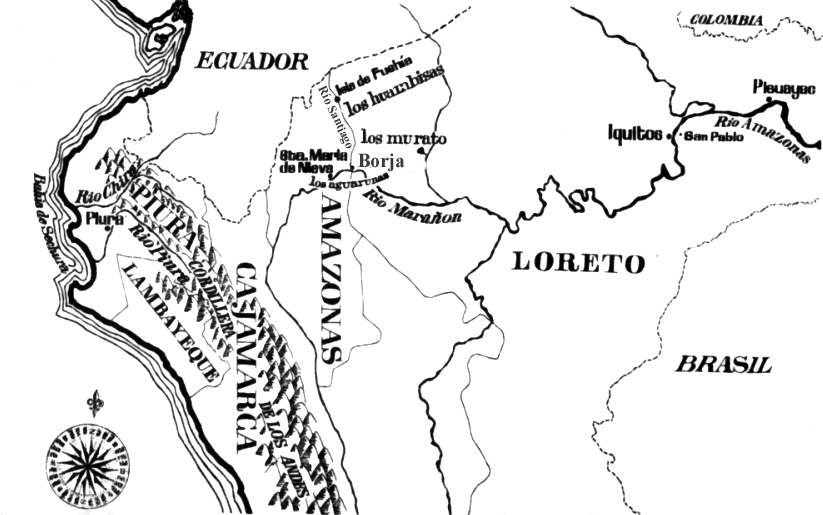
Die Handlungsorte des Romans

#### Santa Maria de Nieva (A)
In der Stadt Santa María de Nieva am Rio Marañó gibt es einen Posten der Guardia Civil und eine Missionsstation spanischer Nonnen, in der indigene Mädchen christianisiert und „zivilisiert“ werden, u. a. eine Aguaruna, die den Namen Bonifacia erhält. Die sechs- bis fünfzehnjährigen Mädchen aus den Stämmen der Aguaruna, Huambisa und Shapra werden in den Fächern Religion und Hauswirtschaft unterrichtet und arbeiten später meistens als Dienstmädchen. Bonifacia muss die Station verlassen, nachdem sie Indiomädchen die Flucht aus dem Missionsgebäude ermöglicht hat. Sie wird von Lalita und Adrián Nieves, einem untergetauchten, desertierten Soldaten, in ihre Siedlung aufgenommen und dann mit dem befreundeten Sergeanten Lituma, der bei der Guardia Civil in Nieva stationiert ist, verheiratet. Lituma kehrt mit seiner Frau in seine Heimat nach Piura zurück.

#### Fushias Insel (B)
Don Julio Reátegui, Geschäftsmann und Gouverneur von Santa María de Nieva, ist Zwischenhändler im illegalen Kautschuk-Geschäft mit den Aguarunas und anderen Stämmen. Deren Häuptling Jum wehrt sich gegen die ungerechte Bezahlung und möchte den Kautschuk direkt an die Händler von Iquitos verkaufen und so einen größeren Gewinn erzielen. Doch Reátegui nutzt seine Kontakte zur Armee und der Polizei aus und diese gehen gegen die revoltierenden Aguarunas vor. Jum wird öffentlich gefoltert, muss ein kleines Mädchen den Nonnen von Nieva zur christlichen Erziehung überlassen. Nach dem Versprechen, sein Volk nicht mehr aufzuwiegeln, wird er freigelassen und zieht sich in den Urwald zurück. Das Mädchen wächst unter dem Namen Bonifacia in der Missionsstation auf. Nach der Polizeiaktion muss der am illegalen Handel beteiligte Räuber Fushía aus Iquitos fliehen. Mit Lalita, seiner jungen Geliebten, versteckt er sich auf einer Insel im Rio Santiago, unternimmt von hier aus Raubzüge, stiehlt mit seiner Bande, u. a. dem desertierten Lotsen Adrián Nieves, Felle, Kautschuk und lässt sie von seinem Gehilfen Aquilino verkaufen. In diesem Zusammenhang verhandelt er auch mit Jum über seine Geschäfte.
Nach schweren Misshandlungen durch ihren an Lepra erkrankten Mann verlässt Lalita zusammen mit Nieves die Insel. Sie ziehen nach Santa Maria de Nieva und kultivieren eine kleine Fläche im Urwald. Nieves wird von der Polizei entdeckt, verhaftet und muss viele Jahre im Gefängnis verbringen. Die zurückgelassene Lalita heiratet den Polizisten Huambachano. Auch Fushía wird von Soldaten gesucht, aber vor seiner Festnahme bringt Aquilino ihn mit einem Boot zu einer Krankenstation in Iquitos.

#### Piura (C)
Anselmo kommt als junger Mann nach Piura, gewinnt durch Freigebigkeit Freunde und lässt in den Sanddünen vor den Toren der Stadt ein Bordell errichten und grün anstreichen. Bald ist das Grüne Haus gut besucht. Musikanten sorgen für ist die Unterhaltung der Gäste. Anselmo selbst spielt die grün angemalte Arpa als Kennzeichen seiner Herkunft aus der Selva und wird der Arpista genannt. Er hält die blinde und stumme Antonia als Geliebte in seinem Haus gefangen. Banditen haben ihre Pflegeeltern umgebracht und dem Kind die Augen ausgestochen und die Zunge herausgerissen. Darauf wurde sie von Juana Baura, einer Wäscherin, gepflegt und dann, wie die Gerüchte sagen, von Anselmo entführt. Antonia stirbt kurz vor der Geburt ihrer Tochter, doch das Kind, Chunga, überlebt und wird von Juana aufgezogen.
Pater García ist Anselmos erbitterter Feind und bekämpft das Grüne Haus. Der Bordellbetreiber hat zwar das Recht auf seiner Seite, doch seine Gegner brennen das Bordell nieder. Anstelle ihres Vaters baut später die geschäftstüchtige Chunga das Grüne Haus, diesmal in der Stadt, wieder auf und lässt ihren inzwischen leicht verwirrten und erblindenden Vater als Arpista auftreten. Mit ca. 80 Jahren stirbt er im Grünen Haus. Pater García vergibt ihm und der Prostituierten Bonifacia-Selvática ihre Sünden.

#### Borja (D)
Die Truppen der Militärgarnison von Borja, an der Mündung des Rio Nieva in den Marañón, sind in Machtkämpfe verwickelt und unterdrücken einen Aufstand der Aguaruna unter Führung ihre Häuptlings Jum. Einer der Rekruten, der Lotse Adrián Nieves, desertiert und schließt sich Fushias Bande an.

#### La Mangachería (E)
In La Mangachería, einem Viertel von Piura, wohnen Lituma (El Sargento) und seine Freunde, die sich „Die Unbesiegbaren“ nennen, ohne Ideale oder konkrete Ziele dahinleben und in La Chungas Bordell ihre Zeit mit Spiel und Trinken verbringen. Lituma kann sich aus der Gruppe lösen. Er tritt der Guardia Civil bei und wird als Sergeant nach Santa María de Nieva versetzt. Dort heiratet er Bonifacia und kehrt mit ihr nach Piura zurück. Hier trifft er wieder die Kumpane, fällt in seine alten Gewohnheiten zurück und landet nach einem Russischen Roulette mit tödlichem Ausgang im Gefängnis. Um sich zu ernähren, wird seine Frau die Geliebte eines seiner Freunde und muss schließlich im Grünen Haus als Prostituierte „La Selvática“ Geld verdienen. Diese Arbeit setzt sich nach Litumas Entlassung aus dem Gefängnis fort, als er, enttäuscht von der privaten Entwicklung, nicht mehr die Kraft für einen Neuanfang hat und sich sein Leben von „La Selvática“ finanzieren lässt.

## Form
Nach dem Erfolg des ersten Romans Die Stadt und die Hunde experimentierte Vargas Llosa weitergehend mit der Auflösung linearer zeitlicher und räumlicher Strukturen. Die im Allgemeinen im realistischen Stil verfassten Geschichten des Grünen Hauses spielen in wechselnden Zeiten und Räumen. Für die Verbindung der verschiedenen Ebenen verwendet der Autor eine Art Montagetechnik, die auch als „técnica de los vasos comunicantes“, als „Technik der kommunizierenden Gefäße“, bezeichnet wird und die den Leser herausfordert, die Handlungsstränge wie ein Puzzle selbst zusammenzusetzen. 1971 hat Vargas Llosa in dem Vortrag „Historia secreta de una novela“ die Zuhörer durch sein Grünes Haus geführt. Unzählige Steinchen ergäben schließlich ein Mosaik, der Autor halte dazu Bauprogramme parat.
Llosa verwendet keine einheitliche Erzählperspektive. Meist wird die Handlung aus neutraler Perspektive mit wörtlicher Rede der Personen erzählt. In einzelnen C-Teilen sind Anselmos Erinnerungen in Ich-Form in einer Art Bewusstseinsstrom eingeschoben.
Der Roman gliedert sich in vier Teile und einen Epilog, die aus jeweils drei bzw. vier Kapiteln bestehen. In jedem Kapitel wechseln die vier bzw. fünf Handlungszentren in fester Reihenfolge miteinander ab:
- Erster Teil: Prolog (A), I (A-B-C-D-E), II (A-B-C-D-E), III (A-B-C-D-E) und IV (A-B-C-D-E)
- Zweiter Teil: Prolog (A), I (A-B-C-D-E), II (A-B-C-D-E) und III (A-B-C-D-E)
- Dritter Teil: Prolog (D), I (A-B-C-E), II (A-B-C-E), III (A-B-C-E) und IV (A-B-C-E)
- Vierter Teil: Prolog (B), I (A-B-C-E), II (A-B-C-E) und III (A-B-C-E)
- Epilog: Prolog (A), I (B), II (C), III (D) und IV (C/E).

## Rezeption
Das in viele Sprachen übersetzte Buch ist wie bereits Vargas Llosas erster Roman, Die Stadt und die Hunde, ein großer Publikumserfolg und wird 1967 in Venezuela mit dem Rómulo-Gallegos-Preis und dem peruanischen Literaturpreis „Premio Nacional de Novela“ ausgezeichnet. Im selben Jahr erhält das Werk den 2. „Preis der spanischen Kritik“.
Von der internationalen Literaturkritik wird Llosas zweiter Roman wegen seiner Originalität und Thematik als Hauptwerk lateinamerikanischer Literatur gefeiert. Miguel Ángel Asturias bewertet Das grüne Haus als „das vielleicht erstaunlichste und eindrucksvollste literarische Zeugnis der jungen Generation unseres Kontinents“. Vargas Llosa begeistere „durch seine sprachliche Gestaltung und durch seine Intensität, die man vielleicht als ‚kalte Glut‘ bezeichnen kann.“
Der Schweizer Schriftsteller und Philosoph Henri-Charles Tauxe würdigt den Roman sowohl wegen seines Inhalts als auch der Gestaltung. „Dieses dichte Werk, in dem sich ein Wirbelwind des Lebens von ungewöhnlicher Intensität entfaltet, ist sowohl wegen seines faszinierenden Inhalts als auch wegen der sehr modernisierenden Strenge der Konstruktion wert.“ Der Roman schildere „ein Universum, betörend, leidenschaftlich, überfließend, wie der Urwald, in dem die Figuren der Geschichte häufig kämpfen. […]. Diese Missionare, Soldaten, Eingeborenen, Kaufleute und Abenteurer spielen ihre Rolle in einem großen Drama, in dem die Anwesenheit des Marañón-Flusses und die allmächtige Vegetation mehr als nur eine Kulisse für die Handlung bilden, sondern zu Elementen der Welt des Romans werden. […] Die Erzählung selbst, dynamisch, außerordentlich bunt, umfasst unterschiedliche Register des Schreibens: Llosa verwebt Töne und Rhythmen mit einer Virtuosität, die sich auch in der Flexibilität manifestiert, mit der die zeitliche Dimension behandelt wird.“
Für Bernard Sesé, Professor für Spanisch an der Universität von Paris-Nanterre, erlaubt die „polyphone Komposition […] es dem Romancier, in einem riesigen zusammengesetzten und lebendigen Tableau einen anderen Aspekt der peruanischen Gesellschaft zu rekonstruieren“. Der „Rhythmus der Erzählung“ sei bewundernswert, „ebenso wie die Fülle von Erfindungen und Beschreibungen […]. Die direkte und persönliche Information, die unmittelbare Kenntnis von Orten und Menschen und die Genauigkeit soziologischer Untersuchungen“ seien die Grundlagen des fiktiven Romans […] In diesem Sinne erweitere und übertrage [der Autor] „die Tradition der großen französischen Romanciers, vor allem Balzac und Flaubert, […] in das hispanoamerikanische Feld.“

### Verwendete Ausgabe
- Das grüne Haus. Roman. Aus dem Spanischen von Wolfgang A. Luchting. Mit Anmerkungen[10] des Übersetzers und einer Kartenskizze Nordperus mit vermerkten Locations[11]. Suhrkamp, Frankfurt am Main 1992 (1. Taschenbuch-Aufl. 2011 (st 4330)), ISBN 978-3-518-46330-7.

### Sekundärliteratur
- Thomas M. Scheerer: Mario Vargas Llosa. Leben und Werk. Suhrkamp, Frankfurt am Main 1991, ISBN 3-518-38289-6
- Norbert Lentzen: Literatur und Gesellschaft: Studien zum Verhältnis zwischen Realität und Fiktion in den Romanen Mario Vargas Llosas. Romanistischer Verlag, Bonn 1994 (Diss. RWTH Aachen 1994), ISBN 3-86143-053-3
- Christian Meister: Die Erzähltechniken Mario Vargas Llosas am Beispiel “La casa verde” und “Pantaleón y las visitadoras”, Magisterarbeit. Grin Verlag, München und Ravensburg 2003, ISBN 978-3-638-70075-7